# Präsidentschaftswahl in Usbekistan 1991

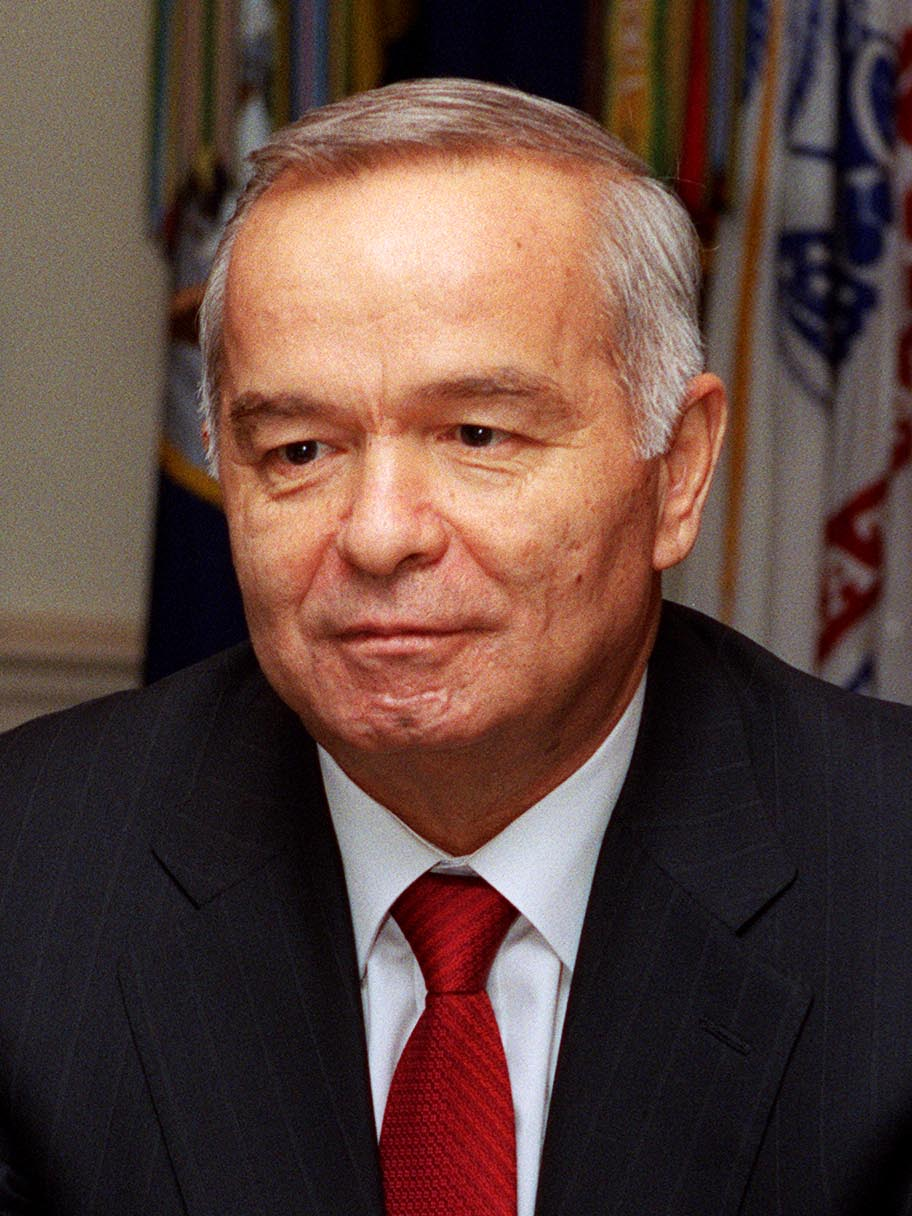
Usbekistans erster Präsident Islom Karimov

Die Präsidentschaftswahl in Usbekistan 1991 war die erste Präsidentschaftswahl in der Geschichte der unabhängigen Republik Usbekistan und wurde am 29. Dezember 1991 abgehalten. Wahlsieger und damit erster Präsident des Landes wurde Islom Karimov.

## Hintergrund
Bereits vor der Unabhängigkeit Usbekistans war Islom Karimov einer der bedeutendsten Politiker des Landes. 1989 wurde er Parteisekretär der Kommunistischen Partei in Usbekistan, am 24. März 1990 wurde er Präsident der Usbekischen Sozialistischen Sowjetrepublik und hatte dieses Amt bis zur Unabhängigkeit Usbekistans am 1. September 1991 inne. Parallel zu den Präsidentschaftswahlen fand am 29. Dezember 1991 auch ein Unabhängigkeitsreferendum statt, bei dem sich eine deutliche Mehrheit der Wähler für die Unabhängigkeit Usbekistans aussprach.

## Kandidaten
Karimov trat bei der Wahl als Kandidat der Volksdemokratischen Partei Usbekistans an, die als Nachfolgepartei der Kommunistischen Partei im Oktober 1991 gegründet wurde. Im Gegensatz zu der kommunistischen Vorgängerpartei präsentierte sich die Volksdemokratische Partei betont konservativ-nationalistisch. Als Gegenkandidat trat der Schriftsteller und Oppositionspolitiker Muhammad Salih für die liberaldemokratische Partei Erk an. Der Oppositionspolitiker Abdurrahim Pulatov wurde nicht zu der Wahl zugelassen, was zu Protesten seitens der Opposition führte. Das Vorgehen Karimovs wurde als Versuch interpretiert, durch die Kandidatur Salihs den Schein der Demokratisierung zu wahren, während Pulatov als ernstzunehmender Rivale Karimovs nicht zur Wahl antreten durfte.

## Ergebnis

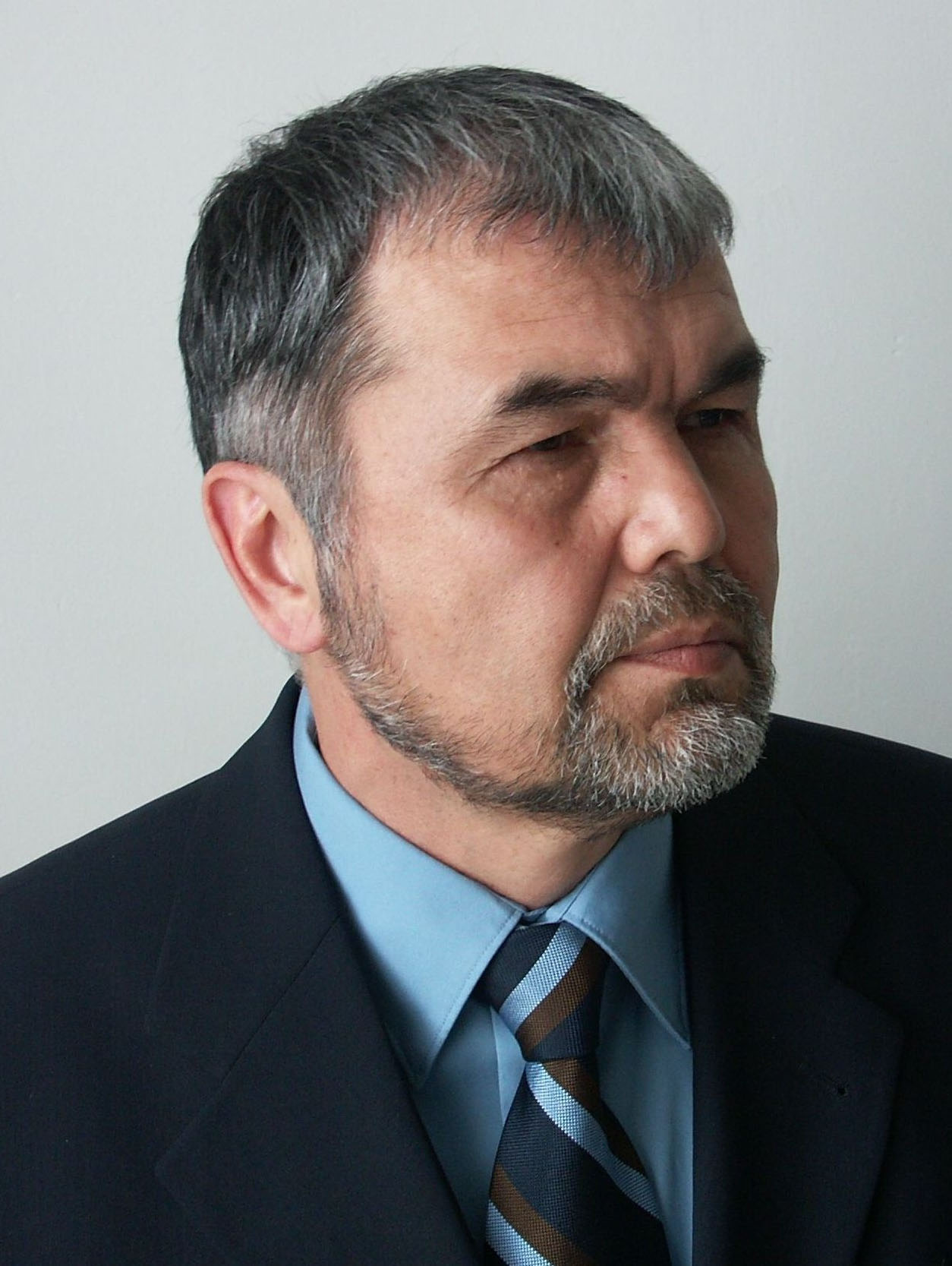
Gegenkandidat Muhammad Salih

Nach offiziellen Angaben gewann Karimov die Wahl deutlich mit 86 % der abgegebenen Stimmen, auf Salih entfielen 12 % der Stimmen. Mit diesem Ergebnis wurde Karimov zum ersten Präsidenten Usbekistans und hatte dieses Amt bis zu seinem Tod im Jahr 2016 inne. Durch ein Referendum im Jahr 1995 erreichte er eine Verlängerung seiner Amtszeit bis zum Jahr 2000, sodass erst neun Jahre nach der Präsidentschaftswahl 1991 eine weitere Wahl durchgeführt wurde.

## Bewertung
Die Wahl wurde von ausländischen Beobachtern als weder frei noch fair eingestuft. Beobachter der Kommission über Sicherheit und Zusammenarbeit in Europa berichteten von mehrfachen Stimmabgaben oder der Abgabe von Stimmen im Namen anderer wahlberechtigter Bürger. Außerdem wurden die Nutzung staatlicher Mittel und die Kontrolle der Medien durch Karimov und seine Partei als maßgebliche Einflussfaktoren, die eine offene politische Debatte auf Augenhöhe unmöglich machten, genannt. Seitens der Opposition um Salih wurde der Vorwurf massiver Wahlfälschung laut, da die liberaldemokratische Partei Erk von einem weitaus höheren Stimmanteil für ihren Kandidaten ausging. Human Rights Watch bezeichnet die Wahl und damit die Demokratie in Usbekistan als „ernsthaft geschädigt“.